# Município de Kinsman (condado de Trumbull, Ohio)
O município de Kinsman (em inglês: Kinsman Township) é um município localizado no condado de Trumbull no estado estadounidense de Ohio. No ano de 2010 tinha uma população de 1.876 habitantes e uma densidade populacional de 27,01 pessoas por km².

## Geografia
O município de Kinsman encontra-se localizado nas coordenadas 41° 27′ 22″ N, 80° 34′ 16″ O. Segundo a Departamento do Censo dos Estados Unidos, o município tem uma superfície total de 69.46 km², da qual 68,57 km² correspondem a terra firme e (1,29 %) 0,9 km² é água.

## Demografia
Segundo o censo de 2010, tinha 1.876 habitantes residindo no município de Kinsman. A densidade populacional era de 27,01 hab./km². Dos 1.876 habitantes, o município de Kinsman estava composto pelo 97,76 % brancos, o 0,53 % eram afroamericanos, o 0,59 % eram amerindios, o 0,11 % eram asiáticos, o 0,37 % eram de outras raças e o 0,64 % eram de uma mistura de raças. Do total da população o 1,01 % eram hispanos ou latinos de qualquer raça.